# LibriVox
LibriVox（リブリボックス、朗読図書館、音声図書館）は、パブリックドメインの著作を朗読した音声の記録（これは一般的にオーディオブックと称されるもの）を無償で配布しているサイト。英語の著作が主であるが、日本語も含めて他の言語も多数ある。プロジェクト・グーテンベルクと提携している。
音声はサイトから直接ダウンロードするか、iTunes Storeからポッドキャストとして入手できる。

## 概要
LibriVox は、パブリックドメインのテキストを朗読・録音し、無料のパブリックドメインオーディオブックを作成し、ウェブサイトやインターネット上の他のデジタルライブラリーのホスティングサイトからダウンロードできるようにする、世界的なボランティアグループの一つである。2005年に Hugh McGuire によって設立され、その目的は「パブリックドメインの書籍の音響的解放」である。パブリックドメインとなったすべての書籍について、LibriVox は音声ファイル形式にてインターネット上で無償提供することを目ざしている。

このプロジェクトでは、2016年8月6日の時点で 10,000件、2021年2月14日の時点で 15,000件のオーディオブックを完成させた。公開した作品の多くは言語が英語であるが、英語以外の作品も数多く公開している。複数の提携プロジェクトが追加的なコンテンツを提供している。LibriVox は、プロジェクトで利用するテキストの一部をProject Gutenbergから入手しており、またプロジェクトが公開する作品は Internet Archive がホストしている。そういった事情によって、提携プロジェクトと密接に連携している。

## 歴史
```

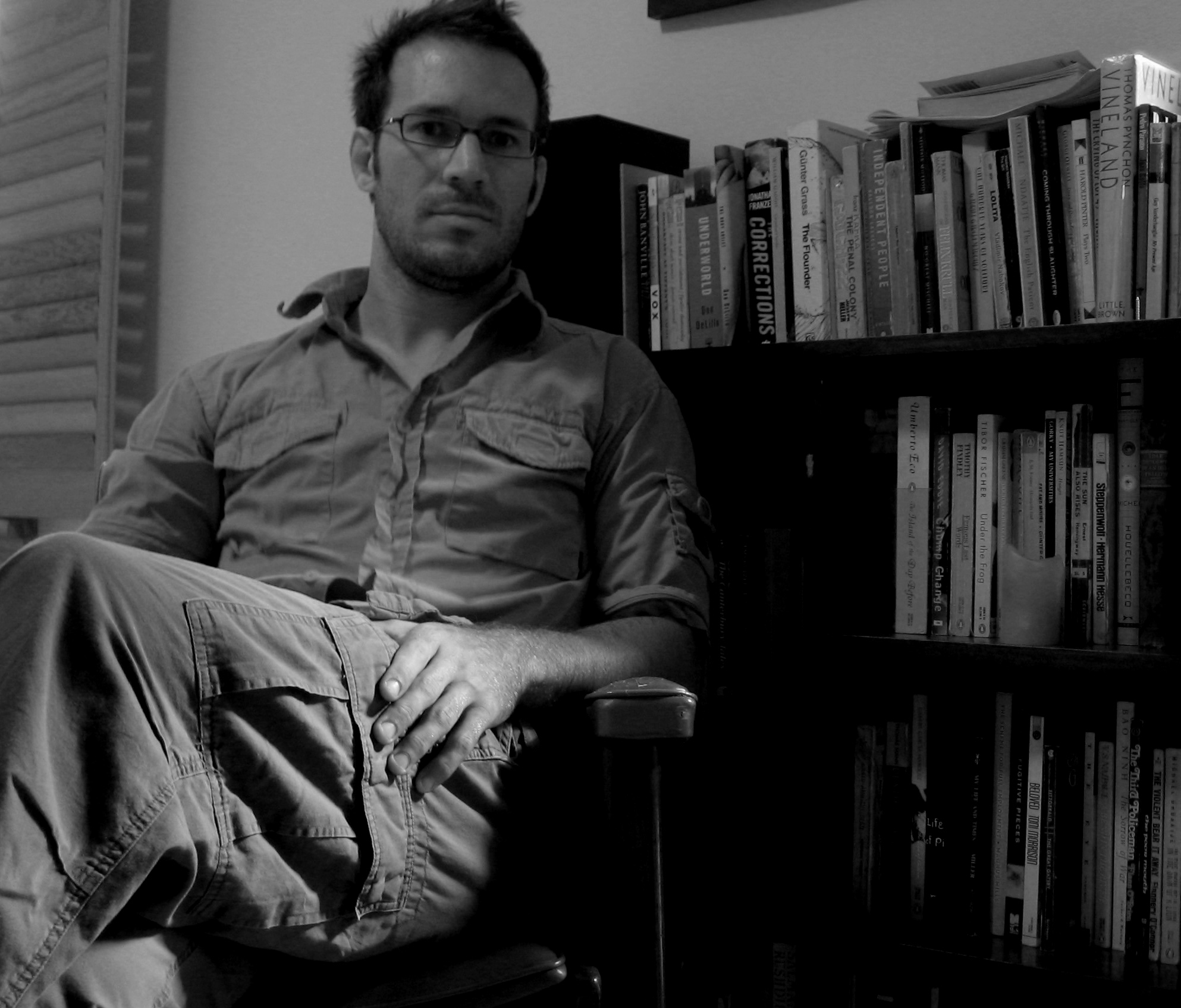
LibriVox 創設者 ヒュー・マクガイア

   私たちはネット上で多くのボランティアを活用し、ポッドキャスティングでパブリックドメインの本を世に送り出すことができるのか？
   - ヒュー・マクガイア
```

LibriVox は、2005年8月、モントリオール在住の作家 Hugh McGuire が開始したプロジェクトである。彼は当時ブログを立ち上げて、上記のような質問を投げかけた。最初のオーディオブックは、ジョセフ・コンラッドが書いた『The Secret Agent』であった。
LibriVox の仕組みの主な特徴は開始当初からほとんど変わっていない。しかしながら、それを支える技術はウェブ開発の進展と共に、ボランティアの努力によって改善され現在に至っている。

## 派生コーパス
オーディオブックはテキスト読み上げの一種であるため、LibriVoxは大量の音声/テキストペアとも言える。この特性からLibriVoxは音声信号処理用のコーパスとしても注目されてきた。LibroVoxの一部を改良した様々なコーパスが提案されている。
| 名称        | コンテンツ                         | 特徴                              | 論文           |
| ----------- | ---------------------------------- | --------------------------------- | -------------- |
| LibriSpeech | 音声/スクリプト, 982時間, 2484話者 | ASR向け、音質clean/otherの分類    | Panayotov 2015 |
| LibriTTS    | 音声/スクリプト, 586時間, 2456話者 | LibriSpeechのTTS向け厳選/高品質版 | Zen 2019       |
| LibriTTS-R  | 音声/スクリプト, 586時間, 2456話者 | LibriTTSの音声品質改善版          | Koizumi 2023   |
| Libri-light |                                    |                                   | [ 15 ]         |